# Colpotrochia mexicana
Colpotrochia mexicana är en stekelart som först beskrevs av Cresson 1868.  Colpotrochia mexicana ingår i släktet Colpotrochia och familjen brokparasitsteklar. Inga underarter finns listade i Catalogue of Life.